# No Way Out (2012)
No Way Out (2012) — ежегодное PPV-шоу которое проводит World Wrestling Entertainment. Шоу прошло 17 июня 2012 года в «Айзод-центре» в Ист-Ратерфорде, Нью-Джерси, США и стало двенадцатым в линейке No Way Out. В 2012 году шоу упразднили в февральском слоте заменив на ППВ Elimination Chamber.

## Поединки
| #                                | Поединки | Тип Поединка | Время |
| -------------------------------- | --- | --- | ----- |
| Pre-Show                         | Бродус Клэй победил Дэвида Отунгу по отсчёту                                                                                | Одиночный поединок                                                                                              | 5:43  |
| 1                                | Шеймус (с) победил Дольфа Зигглера (с Вики Герреро)                                                                         | Одиночный поединок за титул чемпиона мира в тяжелом весе                                                        | 15:10 |
| 2                                | Сантино Марелла победил Рикардо Родригеса                                                                                   | Одиночный поединок в смокингах. Победителем станет тот, кто первым снимет с соперника одежду.                   | 4:25  |
| 3                                | Кристиан (с) победил Коди Роудса                                                                                            | Одиночный поединок за титул Интерконтинентального чемпиона                                                      | 11:30 |
| 4                                | Даррен Янг и Тайтус О’Нил (с A.W.) победили Джастина Гэбриела & Тайсона Кидда, Примо & Эпико (с Розой Мендес) и Братьев Усо | Командный поединок «Четыре смертных пути» за право быть претендентом на титул командных чемпионов WWE           | 9:30  |
| 5                                | Лейла (с) победила Бет Феникс                                                                                               | Одиночный поединок за титул чемпионки Див                                                                       | 6:57  |
| 6                                | Син Кара победил Унико | Одиночный поединок                                                                                              | 5:48  |
| 7                                | СМ Панк (с) победил Кейна и Дэниела Брайана                                                                                 | Поединок «Тройная Угроза» за титул Чемпиона WWE                                                                 | 18:17 |
| 8                                | Райбек победил Дина Дэлени и Роба Граймса                                                                                   | Неравный поединок два на одного                                                                                 | 1:38  |
| 9                                | Джон Сина (с Винсом Макмэном) победил Биг Шоу (c Джоном Лауринайтисом)                                                      | Одиночный поединок в стальной клетке. Если Шоу проиграет, Лауринайтис уволен. Если Сина проиграет, то он уволен | 19:24 |
| (c) – чемпион на момент поединка | | |       |